# Terzo (nome)
Terzo  è un nome proprio di persona italiano maschile.

## Varianti
- Maschili: Terzio[3][4], Terziano, Terzilio, Tersiglio
  - Alterati: Terzillo
- Femminili: Terza[1], Terzia

### Varianti in altre lingue
- Latino: Tertius[1][2][4]
  - Femminili: Tertia[1]
- Polacco: Tercjusz

## Origine e diffusione
Deriva dal praenomen e cognomen latino Tertius, che vuol dire letteralmente "terzo". In origine veniva attribuito o al terzogenito della famiglia oppure al terzo o più giovane fra tre membri omonimi della stessa famiglia (qualora i loro praenomina nomina fossero ricorrenti nella genealogia della famiglia, cosa molto frequente in tempi antichi). La stessa logica fa da sfondo anche a nomi quali Primo, Secondo, Quarto, Quinto, Sesto, Settimo, Ottavio, Nono e Decimo.
A proposito delle varianti del nome Terzo, il nome Terziano deriva dal gentilizio latino Tertianus, mentre, in alcuni casi, le varianti terminanti in -ilio o -iglio potrebbero derivare dal nome Tarsilio. Inoltre, anche il nome Tertulliano potrebbe avere un'origine comune a Terzo.

## Onomastico
L'onomastico si può festeggiare il 6 dicembre, san Terzo o Terzio, martire con altri compagni in Africa sotto Unerico

## Persone

Terzo Lori

- Terzo Bandini, pilota motociclistico italiano
- Terzo Drusin, partigiano italiano
- Terzo Lori, partigiano italiano
- Terzo Natalini, bibliotecario italiano

### Variante Tertius
- Tertius Losper, rugbista a 15 namibiano
- Tertius Zongo, politico burkinabè

### Variante Terzilio
- Terzilio Cardinali, militare e partigiano italiano

## Il nome nelle arti
- Principe Tertius, personaggio del film Stardust, interpretato da Mark Heap.